# Les Charlots au Far West
 (juin 2015).
Si vous disposez d'ouvrages ou d'articles de référence ou si vous connaissez des sites web de qualité traitant du thème abordé ici, merci de compléter l'article en donnant les références utiles à sa vérifiabilité et en les liant à la section « Notes et références ».
Pour plus de détails, voir Fiche technique et Distribution.
Les Charlots au Far West est un projet de western franco-américain inabouti de Christian Fechner, d'après un scénario du même. 
Devant réunir Les Charlots et l'acteur américain John Wayne, le film devait permettre d'« exporter » Les Charlots dans les pays anglophones mais le projet a été abandonné à la suite de la séparation entre le groupe et leur producteur Christian Fechner.

## Synopsis
Un éleveur de bétail américain (John Wayne) doit convoyer ses bêtes à travers le désert mais, ayant des dettes, ses créanciers l'empêchent d'emmener ses cow-boys avec lui. Ne pouvant pas convoyer son troupeau seul, il se rend au saloon du coin pour trouver de nouveaux cow-boys. Il embauche ainsi quatre hommes : un tricheur au poker (Gérard Rinaldi), un faux prédicateur (Gérard Filippelli), un tueur à gages raté (Jean Sarrus) et un déserteur de l'armée de l'Union (Jean-Guy Fechner)... Durant le voyage, tout ce petit monde devra faire face aux créanciers de l’éleveur qui cherchent à lui voler son bétail, aux indiens mais aussi aux nombreuses personnes qui veulent la peau des quatre hommes, tous recherchés pour divers motifs. Bien que n'étant absolument pas cow-boys, les quatre hommes vont sauver le bétail et réussir à l'amener à bon port.

## Fiche technique
- Titre : Les Charlots au Far West
- Réalisateur : Claude Zidi
- Scénario, adaptation et dialogues : Christian Fechner et Claude Zidi
- Production : Christian Fechner
- Musique : Les Charlots
- Langue originale : anglais
- Genre : comédie, western
- Lieu de tournage prévu : Mexique

## Distribution
- John Wayne : l'éleveur de bétail
- Les Charlots :

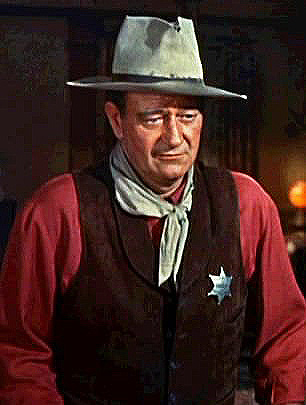
John Wayne.

  - Gérard Rinaldi : le tricheur au poker
  - Gérard Filippelli : le faux prédicateur
  - Jean Sarrus : le tueur à gages raté
  - Jean-Guy Fechner : le déserteur

## Autour du projet
Le projet est une idée de Christian Fechner, producteur des films des Charlots depuis Les Fous du stade, qui décide d'écrire un scénario qui réunirait John Wayne et Les Charlots. Cela lui permettrait d'exporter Les Charlots (The Crazy Boys) dans les pays anglophones. Mais la séparation entre Les Charlots et Christian Fechner mettra un terme au projet.